# Baranowskiella
Genre
Baranowskiella est un genre monospécifique de coléoptères de la famille des Ptiliidae. Le genre est décrit en 1997 par Sörensson (d) avec son unique représentant, l'espèce Baranowskiella ehnstromi. Elle est le premier membre connu de la tribu Nanosellini et également la plus petite espèce connue de coléoptère de l'Ancien Monde,.

## Description
D'une longueur d'environ 0,50 mm et d'une largeur d'environ 0,1 mm, l'espèce vit dans les Fungi, d'où elle se nourrit de spores.

## Espèce
Selon BioLib (26 février 2021), seule l'espèce Baranowskiella ehnstromi Sörensson, 1997 est membre du genre.

## Publication originale
(en) MIKAEL SORENSSON, « Morphological and taxonomical novelties in the world's smallest beetles, and the first Old World record of Nanosellini (Coleoptera: Ptiliidae) », Systematic Entomology, Wiley-Blackwell, vol. 22, no 3,‎ juillet 1997, p. 257-283 (ISSN 0307-6970 et 1365-3113, DOI 10.1046/J.1365-3113.1997.D01-40.X).